# Making history (Major Dundee)
Making history is een muziekalbum van de Nederlandse countryband Major Dundee uit 1994. Het werd opgenomen bij het label Marlstone. Goin' loco verscheen dat jaar op een single.
Gastmuzikant op de cd is de tex-mex-accordeonist Flaco Jiménez. Jiménez was in dat jaar in Nederland en speelde ook mee op platen van anderen, zoals The moon is mine van Rowwen Hèze, My heart and soul van Piet Veerman en Shine on van de rest van The Cats met Jan Akkerman.

## Nummers
| Nr. | Lied           | Duur |
| --- | -------------- | ---- |
| 1.  | Making history | 3:24 |
| 2.  | Trouble honey  | 3:10 |
| 3.  | Old friends    | 2:52 |
| 4.  | Hi ho silver   | 3:47 |
| 5.  | My baby        | 2:37 |
| 6.  | Some other guy | 3:44 |
| 7.  | Goin' loco     | 2:31 |
| 8 . | White horses   | 3:52 |
| 9.  | Dream again    | 3:02 |
| 10. | Colinda's home | 3:16 |